# Zythos nebulosa
Zythos nebulosa är en fjärilsart som beskrevs av W. Warren 1897. Zythos nebulosa ingår i släktet Zythos och familjen mätare. Inga underarter finns listade i Catalogue of Life.